# Bulbul à poitrine brune
Pycnonotus xanthorrhous
Espèce
Statut de conservation UICN

 LC  : Préoccupation mineure
Le Bulbul à poitrine brune (Pycnonotus xanthorrhous) est une espèce de passereau de la famille des Pycnonotidae.

## Répartition
Cet oiseau vit en Birmanie, Chine, à Hong Kong, au Laos, en Thaïlande et au Vietnam.